# Northumbria (circonscription du Parlement européen)
Avant l’adoption uniforme de la représentation proportionnelle en 1999, le Royaume-Uni utilisait le système uninominal à un tour pour les élections européennes en Angleterre, en Écosse et au pays de Galles. Les conscriptions du Parlement européen utilisées dans ce système étaient plus petites que les circonscriptions régionales les plus récentes et ne comptaient chacune qu'un seul membre au Parlement européen.
La circonscription de Northumbria en faisait partie.

## Limites
1979-1984 : Berwick-upon-Tweed, Blyth, Hexham, Morpeth, Newcastle-upon-Tyne Central, Newcastle-upon-Tyne East, Newcastle-upon-Tyne North, Newcastle-upon-Tyne West, Wallsend
1984-1999 : Berwick-upon-Tweed, Blyth Valley, Hexham, Newcastle-upon-Tyne Central, Newcastle-upon-Tyne North, Tynemouth, Wallsend, Wansbeck.

## Membre du Parlement européen
| Élection | Élection | Portrait | Membre      | Parti        |
| -------- | -------- | -------- | ----------- | ------------ |
|          | 1979     |          | Gordon Adam | Travailliste |
| 1984     |          |          | Gordon Adam | Travailliste |
| 1989     |          |          | Gordon Adam | Travailliste |
| 1994     |          |          | Gordon Adam | Travailliste |

## Résultats des élections
Les candidats élus sont indiqués en gras.
| Parti         | Parti                                  | Candidat      | Voix    | %    | ± |
| ------------- | -------------------------------------- | ------------- | ------- | ---- | - |
|               | Travailliste                           | G. J. Adams   | 75,172  | 44,8 | ' |
|               | Conservateur                           | J.G.B. Weait  | 67,066  | 39,9 |   |
|               | Liberal                                | G. Scott      | 25,713  | 15,3 |   |
| Majorité      | Majorité                               | Majorité      | 8,106   | 4,9  |   |
| Participation | Participation                          | Participation | 167,951 | 32,2 |   |
|               | Travailliste vainqueur (nouveau siège) |               |         |      |   |

| Parti         | Parti                | Candidat             | Voix    | %    | ±    |
| ------------- | -------------------- | -------------------- | ------- | ---- | ---- |
|               | Travailliste         | G. J. Adams          | 78,417  | 42,6 | -2.2 |
|               | Conservateur         | C.M.M. Crichton      | 62,717  | 34,1 | -5.8 |
|               | Liberal              | G. Scott             | 42,946  | 23,3 | +8.0 |
| Majorité      | Majorité             | Majorité             | 15,700  | 8,5  | +3.6 |
| Participation | Participation        | Participation        | 184,080 | 35,9 | +3.7 |
|               | Travailliste retenir | Travailliste retenir | Swing   |      |      |

| Parti         | Parti                | Candidat             | Voix    | %    | ±     |
| ------------- | -------------------- | -------------------- | ------- | ---- | ----- |
|               | Travailliste         | G. J. Adams          | 110,688 | 56,1 | +13.5 |
|               | Conservateur         | P.S. Yeoman          | 50,648  | 25,7 | -8.4  |
|               | Green                | Mrs. A.J. Lipman     | 24,882  | 12,6 | New   |
|               | SLD                  | Viscount Morpeth     | 10,983  | 5,6  | -17.7 |
| Majorité      | Majorité             | Majorité             | 60,040  | 30,4 | +21.9 |
| Participation | Participation        | Participation        | 514,123 | 38,4 | +2.5  |
|               | Travailliste retenir | Travailliste retenir | Swing   |      |       |

| Parti         | Parti                | Candidat             | Voix    | %    | ±    |
| ------------- | -------------------- | -------------------- | ------- | ---- | ---- |
|               | Travailliste         | G. J. Adams          | 103,087 | 59,3 | +3.2 |
|               | Conservateur         | J.C. Flack           | 36,929  | 21,2 | -4.5 |
|               | Libéral Démocrate    | Lembit Öpik          | 20,197  | 11,6 | +6.0 |
|               | UKIP                 | David Lott           | 7,210   | 4,2  | New  |
|               | Green                | J.P. Hartshorne      | 5,714   | 3,3  | -9.3 |
|               | Natural Law          | L.J. Walch           | 740     | 0,4  | New  |
| Majorité      | Majorité             | Majorité             | 66,158  | 38,1 | +7.7 |
| Participation | Participation        | Participation        | 516,680 | 33,7 | -4.7 |
|               | Travailliste retenir | Travailliste retenir | Swing   |      |      |